# Esmond
Esmond és una població dels Estats Units a l'estat de Dakota del Nord. Segons el cens del 2000 tenia 159 habitants.

## Demografia
Segons el cens del 2000, Esmond tenia 159 habitants, 78 habitatges, i 42 famílies. La densitat de població era de 136,4 hab./km².
Dels 78 habitatges en un 14,1% hi vivien nens de menys de 18 anys, en un 52,6% hi vivien parelles casades, en un 0% dones solteres, i en un 44,9% no eren unitats familiars. En el 41% dels habitatges hi vivien persones soles el 26,9% de les quals corresponia a persones de 65 anys o més que vivien soles. El nombre mitjà de persones vivint en cada habitatge era de 2,04 i el nombre mitjà de persones que vivien en cada família era de 2,7.
Per edats la població es repartia de la següent manera: un 18,9% tenia menys de 18 anys, un 1,9% entre 18 i 24, un 22% entre 25 i 44, un 18,2% de 45 a 60 i un 39% 65 anys o més.
L'edat mediana era de 54 anys. Per cada 100 dones de 18 o més anys hi havia 95,5 homes.
La renda mediana per habitatge era de 33.281 $ i la renda mediana per família de 36.250 $. Els homes tenien una renda mediana de 26.250 $ mentre que les dones 16.250 $. La renda per capita de la població era de 17.706 $. Cap de les famílies i el 0,7% de la població estaven per davall del llindar de pobresa.

## Poblacions més properes
El següent diagrama mostra les poblacions més properes.